# Xã Rice Lake, Quận Ward, Bắc Dakota
Xã Rice Lake (tiếng Anh: Rice Lake Township) là một xã thuộc quận Ward, tiểu bang Bắc Dakota, Hoa Kỳ. Năm 2010, dân số của xã này là 65 người.